# Islam in der Ukraine
Der Islam hat in der Ukraine eine lange Geschichte, die vor allem durch die Krimtataren geprägt ist. Auf der Halbinsel Krim machen 250.000 überwiegend tatarische bzw. turkstämmige Muslime mit 12 % der Bevölkerung heutzutage einen ähnlichen hohen Anteil aus wie in Russland. Seit dem Beginn des russischen Kriegs in der Ukraine befindet sich der Islam in der Ukraine im Umbruch, die Krimtataren sind von der russischen Kontrolle über die Halbinsel Krim betroffen. Es gibt unterschiedliche Zahlen dazu: Im Jahr 2019 lebten nach ukrainischen Angaben ohne die muslimische Bevölkerung auf der Krim rund 170.000 Menschen islamischen Glaubens in der Ukraine, das entspricht 0,4 % der Gesamtbevölkerung (ohne Krim). Im Jahr 2010 lebten nach Angaben des Außenministeriums der Vereinigten Staaten ungefähr 410.000 Muslime (0,9 %) in der gesamten Ukraine. Andere Zahlen aus dem Jahr 2017 sprechen von rund einer Million Menschen, die dem Islam angehören (2 % der Gesamtbevölkerung).

## Ethnische und geographische Struktur
Der Islam ist seit etwa siebeneinhalb Jahrhunderten im Territorium der heutigen Ukraine präsent, fünfhundert Jahre davon standen die gesamte Schwarzmeerküste und zeitweise die gesamte Südhälfte des Landes (etwa südlich des 49. Breitengrades) unter muslimischer Herrschaft (11 der 24 Regionen der Ukraine). Davon wiederum war dreihundert Jahre lang Bachtschyssaraj auf der Krim das Zentrum des Islam.
Heutige Zentren sind neben der Hauptstadt Kiew und der zweitgrößten Stadt Charkiw auch Donezk, Cherson und Ismajil. Die Krim ist die traditionelle Heimat muslimischer Tataren. Wie die Wolgatataren in Russland so sind auch die sunnitischen Krimtataren in der Ukraine hauptsächlicher Repräsentant und Verbreiter des Islam unter den orthodoxen Ostslawen. Zusammen mit ukrainischen Nogaiern und verwandten Völkern zählen die Tataren 400.000–450.000 Gläubige.

## Geschichte
Erste Muslime kamen mit den Südrussland und die Ostukraine beherrschenden Chasaren schon vor Gründung und Christianisierung der Kiewer Rus nach Kiew. Vor der Ankunft der Waräger wurde auch Kiew von den Chasaren beherrscht, die slawischen Stämme der Region mussten Tribut zahlen. Die chasarischen Garnisonen in Kiew und auf der Krim bestanden zum Teil aus muslimischen Söldnern (Arsija) und deren Familien.

### Islamisierung

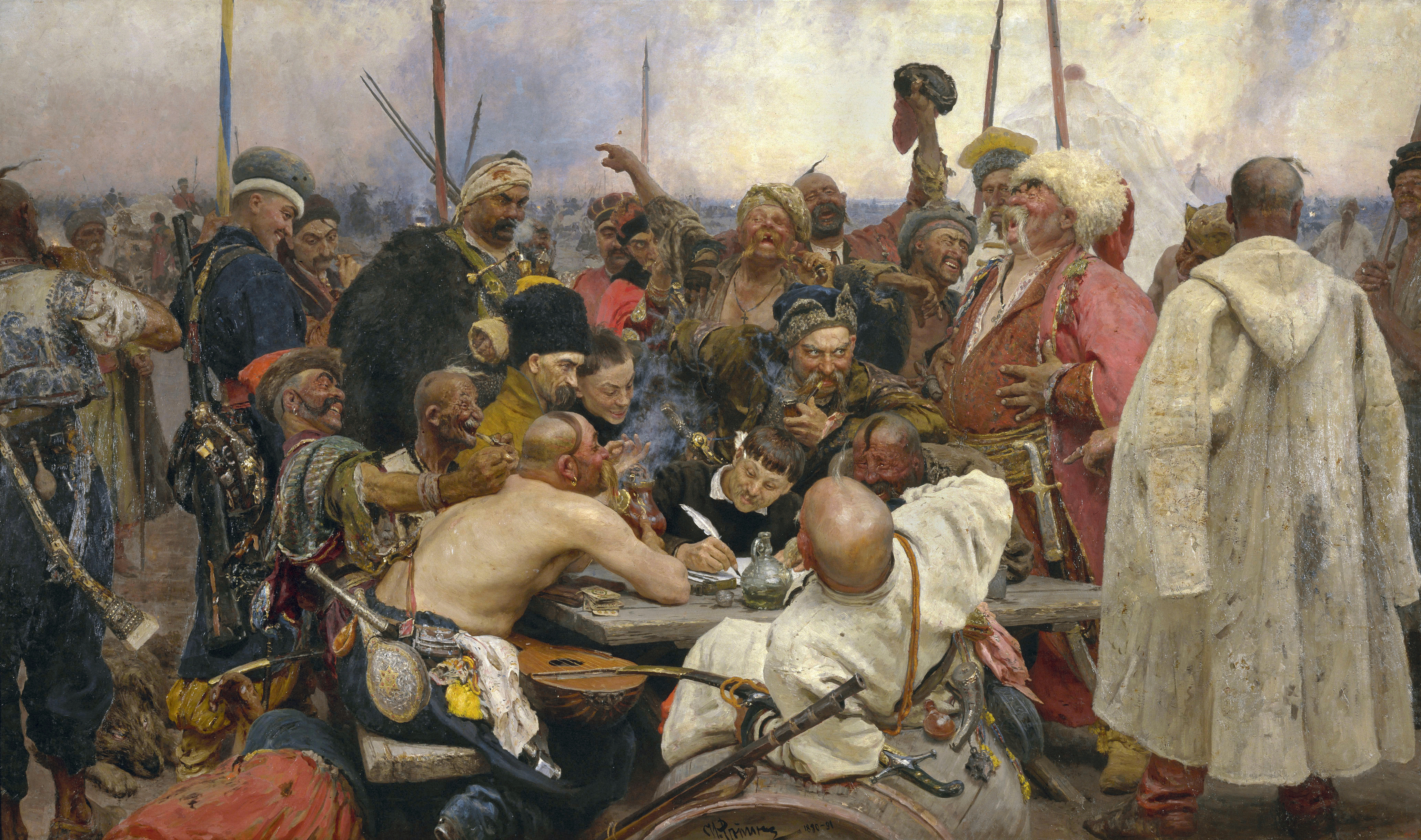
Stolz lehnten Repins Saporoscher Kosaken 1676 jedwede Herrschaft des Sultans ab, doch 1711 wurde Hetman Pylyp Orlyk Muslim

Doch nur eine Minderheit der Chasaren war muslimisch geworden, im frühen 9. Jahrhundert hatte die Führungsschicht der Chasaren die Annahme des Judentums der Missionierung durch den Islam vorgezogen, und nach der Zerstörung des Chasaren-Reiches durch die Russen im 10. Jahrhundert zogen auch die Fürsten der Kiewer Rus die Annahme des orthodoxen Christentums dem Islam vor. Chroniken aus dem 11. Jahrhundert bestätigen muslimische Petschenegen im Sold der Kiewer Fürsten. Die den Chasaren und Petschenegen folgenden Kyptschaken von Sharukhan (Charkiw), unter den sich eine einflussreiche muslimische Minderheit befand, eroberten 1093 zwar kurzzeitig Kiew, mussten sich aber 1223 mit den Russen gegen die einfallenden Mongolen und Tataren verbünden, die 1237 die Krim besetzten.
Nachdem der Mongolensturm und der Fall Kiews 1240 der bereits auseinandergebrochenen Rus den Todesstoß versetzt hatte, trat 1252 Berke Khan als erster Mongolenherrscher zum Islam über und gewährte dem seldschukischen Ex-Sultan Izz ad-Din Asyl auf der Krim. Seine tatarischen Nachfolger der Goldenen Horde an der Wolga stellten sich im Kampf gegen die ebenfalls mongolischen Ilkhane Persiens auf die Seite des Kalifats in Kairo, während in der Südukraine Kara Nogai Khan kurzzeitig abfiel und gelegentlich von der Krim regierte.

### Krim-Khanat
Siehe Hauptartikel: Khanat der Krim
Nach dem Zusammenbruch der Goldenen Horde ab 1430 und ihrer endgültigen Zerstörung durch die Krimtataren 1502 fiel das ostukrainisch-russische Grenzgebiet (Donezk, Luhansk) an der „Belgorod-Linie“ bzw. der „Isjum-Linie“ bis 1593 unter die Herrschaft des Krim-Khanats, das seinerseits wiederum seit 1475 unter der Oberhoheit der osmanischen Türken stand. In Otschakiw errichteten die Türken das Vilayet Özü gegen die Kosaken, ab 1599 gehörten Otschakiw und weitere einstmals muslimische Regionen der Ukraine zum bulgarisch-türkischen Eyâlet Silistrien, das zunächst einen krimtatarischen Gouverneur hatte.

### Gebietsverluste

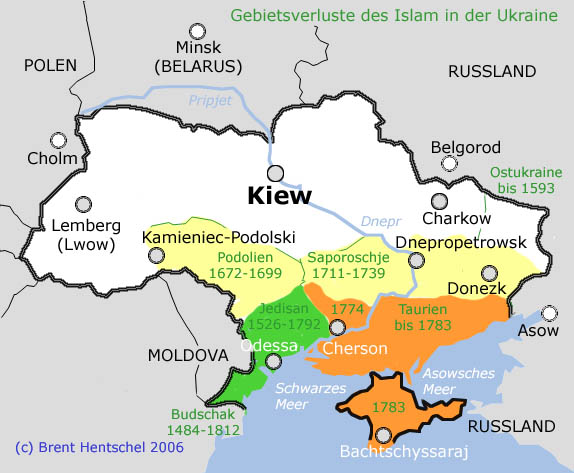
Grüne Gebiete^{1} standen unter Herrschaft der Türken, orange unter jener der Tataren, gelbe unter ihrer Oberhoheit

Bereits 1620–1621 und 1633–1634 versuchten Türken und Tataren vergeblich, die gesamte Ukraine zu erobern. Im nordwestlichen Chotyn (bei Kamieniec-Podolski), das mit dem Vasallenfürstentum Moldau bis 1812 unter türkischer Herrschaft stand, siedelten die Osmanen muslimische Kaukasier (Lasen) an, deren Spuren sich z. T. noch heute finden lassen. Dort wurde auch der Türke Mustafa Bairaktar geboren, der bis zu seinem Tode 1808 osmanischer Großwesir war. Zwei weitere zwischen 1821 und 1828 amtierende türkische Großwesire (Benderli Ali Pascha und Benderli Mehmed Selim Sırrı Pascha) stammten aus dem moldauischen Bendery (heute russisch-ukrainische Transnistrien-Republik).
Der südliche Teil Bessarabiens (Budschak) stand 1484–1812, Jedisan (Odessa bis Balta) und Mykolajiw (westlich des Südlichen Bug) 1526–1792, sogar Podolien (Winnyzja und Chmelnyzkyj) 1672–1699 unter muslimisch-türkischer Herrschaft1. Demgegenüber standen Saporischschja (einschließlich Kropywnyzkyj, Dnipro und Donezk) 1711–1739, Mykolajiw (östlich des Südlichen Bug) und Cherson (nördlich des Dnepr) bis 1774, Taurien (Cherson südlich des Dnepr) und die Krim selbst schließlich bis 1783 unter muslimisch-tatarischer Herrschaft.
Der türkisch-tatarischen Intervention beziehungsweise ihrer Allianz mit dem Krim-Khanat verdankten die Kosaken Bogdan Chmelnitzkis ab 1648 überhaupt erst die erfolgreiche Lösung der Ukraine von Polen-Litauen, tatarische Reiterei trug erheblich zum Sieg über die Polen bei. Als Chmelnitzki sich jedoch 1654 Russland unterstellte, verbündeten sich die Krimtataren mit den Polen und retteten mit ihren Hilfstruppen den bisherigen Feind vorm Untergang im Zweiten Nordischen Krieg. Gegen die Aufteilung der Ukraine zwischen Russen und Polen rief Hetman Petro Doroschenko 1667 Tataren und Türken zu Hilfe und unterstellte das Hetmanat der Oberhoheit des Sultans, polnisch-litauische Lipka-Tataren übergaben dem Sultan 1672 Podolien, und 1711 unterstellten die Hetmane Pylyp Orlyk und Kost Hordijenko das Gebiet der Saporoger Kosaken der tatarischen Oberhoheit, ehe die ganze Region nach 1734 allmählich an Russland fiel. War die Südukraine bis dahin „Grenzland“ (Krajina) zwischen Orthodoxie, Katholizismus und Islam gewesen, so wurde sie fortan als „Neurussland“ von russisch-orthodoxen Siedlern und auch deutschen Kolonisten besiedelt.

### Bevölkerungsverluste
Der gegen Ende des 19. Jahrhunderts parallel zum Panslawismus und Panrussismus einsetzenden Christianisierung und Russifizierung fielen auch die Krimtataren zum Opfer. Nach dem Krimkrieg 1853/1856 emigrierten immer mehr Tataren in die Türkei, ab 1860/1863 bzw. 1874 strömten immer mehr russische und ukrainische Neusiedler ins Land. Zunächst fiel der muslimische Bevölkerungsanteil in Taurien, 1885 waren dort von etwa 1 Million Einwohnern nur noch gut 100.000 Tataren.
Auf der Krim machten die Tataren 1893 noch 35 % der Bevölkerung aus, 1927 – zehn Jahre nach der Oktoberrevolution – nur noch 23 %, und auch das meistens auf dem Land bzw. in den Bergen. Der Stalinismus erzwang Atheismus und die Schließung der Kirchen und Moscheen, Kollektivierung der Bauern in Kolchosen und Sowchosen (und damit Hungersnöte) und Verbannung in Straflager (siehe auch: Gulag). Am 18. Mai 1944 ließ Josef Stalin fast sämtliche Krimtataren wegen ihrer Kollaboration mit deutschen Truppen nach Sibirien und Mittelasien deportieren, der tatarische Islam in der Ukraine fand ein vorläufiges Ende. Auch von den 1926/1927 noch 6.400 Türken lebten 1970 nur noch knapp 2.600 auf der Krim, bis 1988 betrug der muslimische Bevölkerungsanteil auf der Halbinsel 0,1 %. Erst mit Gorbatschows Perestroika und Glasnost und dem daraus resultierenden Zerfall der Sowjetunion kehrten viele Tataren zurück und machen auf der Krim heute wieder 12 % der Bevölkerung aus.

### Zeittafel (Zusammenfassung)
- 8. Jahrhundert – eine Minderheit der Chasaren nimmt zunächst den Islam an, die Mehrheit dann jedoch das Judentum
- 10. Jahrhundert – die Kiewer Rus vernichtet das Chasaren-Reich, lehnen den Islam ab und werden christlich-orthodox
- 12. Jahrhundert – eine Minderheit der Kyptschaken in Sharukhan (Charkow) wird muslimisch
- 13. Jahrhundert – Mongolen und Tataren zerstören die Kiewer Rus, nehmen den Islam an und siedeln auf der Krim
- 15. Jahrhundert – Zerfall der mongolischen Goldenen Horde, die Krim und die Schwarzmeerküste geraten unter türkische Herrschaft
- 16. Jahrhundert – Khanat der Krimtataren in der Defensive, Verlust der Ostukraine an Russland
- 17. Jahrhundert – türkischer Gewinn und Verlust Podoliens
- 18. Jahrhundert – tatarischer Verlust der Saporoschje, der Südukraine und 1783 schließlich auch der Krim
- 19. Jahrhundert – türkischer Verlust Jedisans bzw. Bessarabiens, Russifizierung der Krim, aber tatarische Reformbewegung unter Ismail Gasprinski in Bachtschyssaraj
- 20. Jahrhundert – Bevölkerungsrückgang sowie Deportation der Krimtataren 1944 zur Zwangsarbeit nach Sibirien und Mittelasien und ihr Kampf um Selbstbehauptung in der seit 1991 unabhängigen Ukraine

## Spaltung der Muslime
Im Kampf um ihre Gleichberechtigung auf der Krim sympathisieren die Krimtataren überwiegend mit der ukrainischen Regierung bzw. den überwiegend orthodoxen oder katholischen Ukrainern.
Die Gemeinschaft der Muslime in der Ukraine ist daher organisatorisch gespalten. Die Krimtataren dominieren die weitaus größere Geistliche Verwaltung der Muslime der Krim in Simferopol (Mufti Emir Ali Efendi), die meisten übrigen Muslime haben sich in Kiew (unter dem libanesischen Imam Tamim Achmed Mohammed Mutakh) zur kleineren Geistlichen Verwaltung der Muslime der Ukraine zusammengeschlossen.
Erfolgreiche politische Interessensvertretungen gibt es (außer einer nationalistischen Tatarenpartei auf der Krim) nicht, auch wenn die Partei der Muslime der Ukraine Ende 2004 den Wahlkampf des prorussischen Ostukrainers Wiktor Janukowytsch unterstützt hatte. Diese islamische Partei ist der machtlose politische Arm des Geistlichen Zentrums der muslimischen Gemeinden der Ukraine, einer dritten Organisation in Donezk (von Tataren dominierte Abspaltung der Kiewer Verwaltung unter Scheikh Rashid Bragin). Die Krimtataren hatten dem prowestlichen Kandidaten Wiktor Juschtschenko zur Präsidentschaft verholfen. Mit ihrer tatarischsprachigen Zeitung sind sie in 12 der 24 Regionen, die übrigen Muslime mit einer russischsprachigen Zeitung und in 10 Regionen organisiert. Der von Präsident Juschtschenko vollzogene Abzug der ukrainischen Besatzungstruppen aus dem Irak ist als Zugeständnis an die den Irak-Krieg kritisierenden Krimtataren gedeutet worden, da diese Muslime bei seiner Machtübernahme mitgeholfen hatten.
Die Krimtataren sind zwar konservativ, traditionell aber prowestlich orientiert, sehr enge Beziehungen bestehen zur heutigen Türkei, wo eine große Anzahl der Türken tatarische Stammbäume hat. Im Gegenzug leben zahlreiche Türken besonders auf der Krim, türkische Unternehmen investieren in der Ukraine, und die Moschee in Simferopol steht unter dem Einfluss türkischer Ulama. Die eher geringe Anzahl tschetschenischer Flüchtlinge in der Ukraine lehnt sich mehr an ihre Exilregierung und Saudi-Arabien an. Die eher liberalen russischsprechenden Muslime orientieren sich nach Osten auf Russland bzw. die muslimischen GUS-Republiken Mittelasiens, wo ein Großteil von ihnen seine Wurzeln hat, sowie auf arabische Staaten und z. T. auch auf den Iran. Einige russische, wolgatatarische und GUS-Muslime folgen den rivalisierenden geistlichen Verwaltungen und Muftis in Russland (Moskau und Ufa).
Said Ismagilov war von 2009 bis 2022 Vorsitzender der Geistlichen Verwaltung der Muslime der Ukraine „Umma“ (DUMU "Umma").